# Hoofdklasse hockey dames 2014/15
Het seizoen 2014/15 was de 34ste editie van de Nederlandse dameshoofdklasse hockey. De reguliere competitie ging van start op zondag 7 september 2014 en met een winterstop tussen 16 november 2014 en 1 maart 2015 eindigde de competitie op zondag 26 april 2015. Aansluitend aan het eind van de reguliere competitie volgden de play offs om het landskampioenschap en promotie/degradatie. Nieuwkomers dit jaar waren de damesteams van Bloemendaal en Wageningen.
Den Bosch werd voor de zestiende maal landskampioen door in de finale over twee wedstrijden SCHC te verslaan. Daarvoor, op 29 maart 2015 degradeerde Wageningen na één seizoen naar de Overgangsklasse.

## Clubs
De clubs die dit seizoen aantreden:
| Club         | Stad              | Accommodatie                | Coach                |
| ------------ | ----------------- | --------------------------- | -------------------- |
| Amsterdam    | Amsterdam         | Wagener-stadion             | Jisse Waasdorp       |
| Bloemendaal  | Bloemendaal       | Sportpark 't Kopje          | Jorge Nolte          |
| Den Bosch    | 's-Hertogenbosch  | Sportpark Oosterplas        | Raoul Ehren          |
| hdm          | Den Haag          | Sportpark Duinzigt          | Erik van Driel       |
| Hurley       | Amsterdam         | Sportpark Amsterdamse Bos   | Rick Mathijssen      |
| Kampong      | Utrecht           | Sportpark Maarschalkerweerd | Stijn van Roosendaal |
| Laren        | Laren             | Sportpark Eemnesserweg      | Etienne Spee         |
| MOP          | Vught             | Sportpark Bergenshuizen     | Toon Siepman         |
| Oranje Zwart | Eindhoven         | Sportpark Aalsterweg        | Kai de Jager         |
| Pinoké       | Amsterdam         | Sportpark Amsterdamse Bos   | Maarten Stenvers     |
| SCHC         | De Bilt/Bilthoven | Sportpark Kees Boekelaan    | Giles Bonnet         |
| Wageningen   | Wageningen        | Sportpark De Bongerd        | Arnoud Boersma       |

## Ranglijst

### Eindstand
|          | pos | club         | gs | w  | g | v  | pnt | dv | dt | ds  |
| -------- | --- | ------------ | -- | -- | - | -- | --- | -- | -- | --- |
| Stabiel  | 1.  | Den Bosch    | 22 | 18 | 2 | 2  | 56  | 80 | 27 | +53 |
| Stabiel  | 2.  | SCHC         | 22 | 15 | 4 | 3  | 49  | 74 | 29 | +45 |
| Stabiel  | 3.  | Laren        | 22 | 14 | 6 | 2  | 48  | 55 | 26 | +29 |
| Stabiel  | 4.  | Amsterdam    | 22 | 12 | 5 | 5  | 41  | 64 | 33 | +31 |
| Stabiel  | 5.  | Oranje Zwart | 22 | 10 | 5 | 7  | 35  | 46 | 39 | +7  |
| Stabiel  | 6.  | Kampong      | 22 | 10 | 5 | 7  | 35  | 40 | 37 | +3  |
| Gestegen | 7.  | Hurley       | 22 | 8  | 4 | 10 | 28  | 36 | 31 | +5  |
| Gedaald  | 8.  | MOP          | 22 | 7  | 4 | 11 | 25  | 44 | 48 | -4  |
| Gedaald  | 9.  | hdm          | 22 | 7  | 2 | 13 | 23  | 32 | 55 | -23 |
| Stabiel  | 10. | Pinoké       | 22 | 5  | 2 | 15 | 17  | 22 | 66 | -44 |
| Stabiel  | 11. | Bloemendaal  | 22 | 4  | 1 | 17 | 13  | 31 | 69 | -38 |
| Stabiel  | 12. | Wageningen   | 22 | 1  | 2 | 19 | 5   | 20 | 84 | -64 |

### Legenda
| Kleur | Kwalificatie voor                                                                        |
| ----- | ---------------------------------------------------------------------------------------- |
|       | Eerste plaats + Landskampioen na play-offs, plaatsing EuroHockey Club Champions Cup 2016 |
|       | Verliezend finalist play-offs, plaatsing EuroHockey Club Champions Cup 2016              |
|       | Play-offs om het landskampioenschap                                                      |
|       | Play-offs tegen degradatie naar de overgangsklasse                                       |
|       | Degradatie naar de overgangsklasse na verliest in de Play-offs                           |
|       | Degradatie naar de overgangsklasse                                                       |

Informatie: Wanneer de kampioen van de reguliere competitie ook 
landskampioen wordt na play-offs dan gaat het tweede Europese ticket
naar de verliezend finalist van die play-offs.

## Programma & Uitslagen
|}

## Topscorers
Bijgewerkt t/m 26 april 2015
| pos | Speler         | Club         | tot.' | vd' | sc' | sb' |
| --- | -------------- | ------------ | ----- | --- | --- | --- |
| 1.  | Maartje Paumen | Den Bosch    | 32    | 0   | 24  | 8   |
| 2.  | Valerie Magis  | Oranje Zwart | 18    | 4   | 14  | 0   |
| 3.  | Maike Stöckel  | SCHC         | 17    | 16  | 1   | 0   |
| "   | Kelly Jonker   | Amsterdam    | 16    | 11  | 5   | 0   |
| "   | Ellen Hoog     | Amsterdam    | 16    | 4   | 9   | 3   |

## Play-offs kampioenschap
Na de reguliere competitie wordt het seizoen beslist door middel van play-offs om te bepalen wie zich kampioen van Nederland mag noemen. De nummer 1 neemt het hierin op tegen de nummer 4 en de nummer 2 neemt het op tegen de nummer 3. Vervolgens spelen de winnaars in de finale om het landskampioenschap.
Geplaatste clubs
| #  | Club      |
| -- | --------- |
| 1. | Den Bosch |
| 2. | SCHC      |
| 3. | Laren     |
| 4. | Amsterdam |

### Halve finales
1e wedstrijd
| 3 mei 2015 13:15 |                  |                                |                                                                            |
| Amsterdam        | 0 – 3            | Den Bosch                      | Wagener-stadion, Amstelveen Scheidsrechters: Claire Druijts Frank Heijster |
|                  | Wedstrijdverslag | 30', 67' Welten 43' van Geffen | Wagener-stadion, Amstelveen Scheidsrechters: Claire Druijts Frank Heijster |

| 3 mei 2015 14:00 |                  |                            |                                                                                   |
| Laren            | 1 – 2            | SCHC                       | Sportpark Eemnesserweg, Laren Scheidsrechters: Fanneke Alkemade Ymkje van Slooten |
| Roosen 30'       | Wedstrijdverslag | 11' Stöckel 69 (sc)' Drost | Sportpark Eemnesserweg, Laren Scheidsrechters: Fanneke Alkemade Ymkje van Slooten |

2e wedstrijd
| 9 mei 2015 13:00    |                  |           |                                                                                           |
| Den Bosch           | 2 – 1            | Amsterdam | Sportpark Oosterplas, 's-Hertogenbosch Scheidsrechters: Caroline Brunekreef Lisette Feuth |
| Verbruggen 29', 81' | Wedstrijdverslag | 66' Vega  | Sportpark Oosterplas, 's-Hertogenbosch Scheidsrechters: Caroline Brunekreef Lisette Feuth |

| 9 mei 2015 13:00                                                                                  |                  |                                                                          |                                                                                |
| SCHC                                                                                              | 1 – 1            | Laren                                                                    | Sportpark Kees Boekelaan, Bilthoven Scheidsrechters: Karen Dollé Alwiene Sterk |
| Dirkse van den Heuvel 15' Shootout serie Stöckel Dirkse van den Heuvel (sb) Drost Verhage Jaspers | Wedstrijdverslag | 50' Holman Shootout serie Lammers (sb) Bos De Lange Roosen Van den Broek | Sportpark Kees Boekelaan, Bilthoven Scheidsrechters: Karen Dollé Alwiene Sterk |

### Finale kampioenschap
1e wedstrijd
| 14 mei 2015 13:00 |                  |                     |                                                                                      |
| SCHC              | 1 – 2 (nv)       | Den Bosch           | Sportpark Kees Boekelaan, Bilthoven Scheidsrechters: Karen Dollé Caroline Brunekreef |
| van Maasakker 55' | Wedstrijdverslag | 45' Keil 77' Hulsen | Sportpark Kees Boekelaan, Bilthoven Scheidsrechters: Karen Dollé Caroline Brunekreef |

2e wedstrijd
| 16 mei 2015 13:00          |                  |      |                                                                                         |
| Den Bosch                  | 2 – 0            | SCHC | Sportpark Oosterplas, 's-Hertogenbosch Scheidsrechters: Fanneke Alkemade Claire Druijts |
| Paumen 10 (sc)' Hulsen 63' | Wedstrijdverslag |      | Sportpark Oosterplas, 's-Hertogenbosch Scheidsrechters: Fanneke Alkemade Claire Druijts |

## Promotie/degradatie play-offs
Play outs 11de/Vice-kampioen Overgangsklasse
| Datum              | Wedstrijd         | Uitslag       | Scoreverloop | Scheidsrechters              |
| ------------------ | ----------------- | ------------- | --- | ---------------------------- |
| 17 mei 2015, 12:30 | HGC - Bloemendaal | 2 - 6 (0 - 3) | Roos Broek 0-1, Jayde Taylor 0-2, Ekki Lemmink 0-3, Josien Galema 0-4, Emily Campbell 1-4, Melle Spruijt (sc) 1-5, Annemiek Schildmeijer (sc) 1-6, Marjolein Ceulen 2-6. | J. de Keizer R. van Kalsbeek |
| 24 mei 2015, 12:30 | Bloemendaal - HGC | 1 - 1 (0 - 1) | Goeman Borgesius 0-1, Van der Elst 1-1.****Bloemendaal wint na shoot-outs: 4-5.                                                                                          | A. Sterk K. Dollé            |

Play outs 10de/Beste 2de Overgangsklasse
| Datum              | Wedstrijd         | Uitslag       | Scoreverloop                                                           | Scheidsrechters           |
| ------------------ | ----------------- | ------------- | ---------------------------------------------------------------------- | ------------------------- |
| 17 mei 2015, 12:30 | Nijmegen - Pinoké | 4 - 0 (2 - 0) | Klaartje Mientjes 1-0, Yvonne van Hoorn 2-0 3-0, Michelle Siemons 4-0. | J. Everaers O. van Gastel |
| 30 mei 2015, 12:45 | Pinoké - Nijmegen | 4 - 1 (1 - 0) | 1-0, 2-0, 3-0, Eva van Agt 3-1, (sc) 4-1                               | C. Brunekreef L. Feuth    |
| 31 mei 2015, 12:30 | Nijmegen - Pinoké | 0 - 3         |                                                                        | Onbekend                  |

Bloemendaal handhaaft zich.
Nederlands landskampioenschap

1921/22 ·
1922/23 ·
1923/24 ·
1924/25 ·
1925/26 ·
1926/27 ·
1927/28 ·
1928/29 ·
1929/30 ·
1930/31 ·
1931/32 ·
1932/33 ·
1933/34 ·
1934/35 ·
1935/36 ·
1936/37 ·
1937/38 ·
1938/39 ·
1939/40 ·
1940/41 ·
1941/42 ·
1942/43 ·
1943/44 ·
1944/45 ·
1945/46 ·
1946/47 ·
1947/48 ·
1948/49 ·
1949/50 ·
1950/51 ·
1951/52 ·
1952/53 ·
1953/54 ·
1954/55 ·
1955/56 ·
1956/57 ·
1957/58 ·
1958/59 ·
1959/60 ·
1960/61 ·
1961/62 ·
1962/63 ·
1963/64 ·
1964/65 ·
1965/66 ·
1966/67 ·
1967/68 ·
1968/69 ·
1969/70 ·
1970/71 ·
1971/72 ·
1972/73 ·
1973/74 ·
1974/75 ·
1975/76 ·
1976/77 ·
1977/78 ·
1978/79 ·
1979/80 ·
1980/81
Hoofdklasse dames

1981/82 · 
1982/83 · 
1983/84 · 
1984/85 · 
1985/86 · 
1986/87 · 
1987/88 · 
1988/89 · 
1989/90 · 
1990/91 · 
1991/92 · 
1992/93 · 
1993/94 · 
1994/95 · 
1995/96 · 
1996/97 · 
1997/98 · 
1998/99 · 
1999/00 · 
2000/01 · 
2001/02 · 
2002/03 · 
2003/04 · 
2004/05 · 
2005/06 · 
2006/07 · 
2007/08 · 
2008/09 · 
2009/10 · 
2010/11 · 
2011/12 · 
2012/13 ·
2013/14 ·
2014/15 ·
2015/16 ·
2016/17 ·
2017/18 ·
2018/19 ·
2019/20 ·
2020/21 ·
2021/22 ·
2022/23 ·
2023/24 ·
2024/25 ·
Nederlandse competities: Hoofdklasse (zaal) · Promotieklasse · Overgangsklasse · Eerste klasse · Tweede klasse · Derde klasse · Vierde klasse · Gold Cup · Silver Cup

Nederlands kampioenschap: Lijst van Nederlandse landskampioenen hockey · Lijst van Nederlandse landskampioenen zaalhockey

Europese competities: Euro Hockey League · Europacup I · Europa Cup II · Europacup zaalhockey